# Anthomyia vittifera
Anthomyia vittifera este o specie de muște din genul Anthomyia, familia Anthomyiidae. A fost descrisă pentru prima dată de Stein în anul 1911. Conform Catalogue of Life specia Anthomyia vittifera nu are subspecii cunoscute.